# Ejido Heriberto Jara Sección Coronita
Ejido Heriberto Jara Sección Coronita är en ort i Mexiko.   Den ligger i kommunen Mexicali och delstaten Baja California, i den nordvästra delen av landet, 2 200 km nordväst om huvudstaden Mexico City. Ejido Heriberto Jara Sección Coronita ligger 7 meter över havet och antalet invånare är 349.
Terrängen runt Ejido Heriberto Jara Sección Coronita är platt åt nordost, men åt sydväst är den kuperad. Runt Ejido Heriberto Jara Sección Coronita är det ganska tätbefolkat, med 58 invånare per kvadratkilometer. Närmaste större samhälle är Mexicali, 11,8 km nordost om Ejido Heriberto Jara Sección Coronita. Trakten runt Ejido Heriberto Jara Sección Coronita är ofruktbar med lite eller ingen växtlighet.